# MIDI

미디 로고

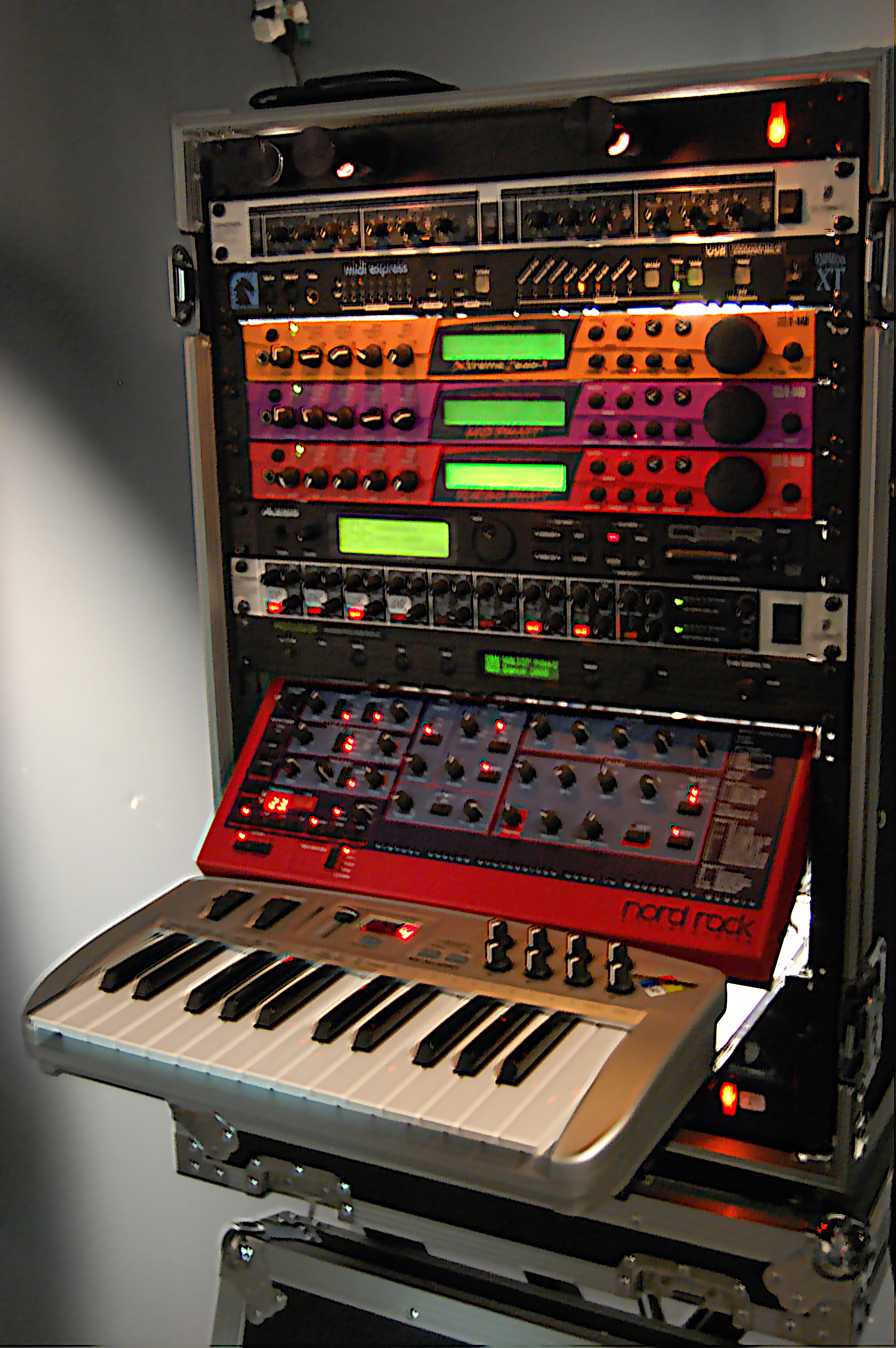
MIDI는 여러 개의 악기들을 하나의 컨트롤러(사진의 경우 키보드)로부터 연주할 수 있게 하며, 이는 무대 설비를 훨씬 더 휴대성 있게 만들어 준다. 이 시스템은 하나의 랙 케이스 안에 맞추어져 있으나, MIDI가 출현하기 전에는 별도의 풀 사이즈 키보드 네 대와 아웃보드 믹싱, 이펙터가 필요하였다.

GM 표준 드럼 맵.

악기 디지털 인터페이스(영어: Musical Instrument Digital Interface, 줄여서 MIDI(미디, /ˈmɪdi/))는 전자 악기끼리 디지털 신호를 주고 받기 위해 각 신호를 규칙화한 일종의 규약이다. 다시 말해 악기와 컴퓨터, 악기와 악기끼리 주고받을 수 있는 언어와 통로의 신호 체계 표준이라 할 수 있다. 어떤 전자 악기(건반, 신시사이저, 모듈 등)가 이 표준에 따라 만들어졌다면, 그 전자 악기가 미디를 지원한다고 할 수 있다. 미디 안에는 업체별로 많은 규약들이 존재하는데 대표적으로 일반 미디(General MIDI), GS 등이 있다. 하지만 지금은 미디라는 용어 자체가 하나의 상품이나 제품의 이름처럼 사용되고 있다.

## 역사

### 초기 개발
1981년 6월, 롤랜드의 창립자 카케하시 이쿠타로는 오버하임 일렉트로닉스의 창립자 톰 오버하임에게 표준화의 개념을 제안하였고, 톰 오버하임은 시퀀셜 서킷의 사장 데이브 스미스에게 이 이야기를 전달하였다. 1981년 10월, 카케하시, 오버하임, 스미스는 야마하, 코르그, 카와이의 대표들과 이 아이디어를 논하였다.
시퀀셜 서킷의 엔지니어들과 신시사이저 디자이너인 데이브 스미스와 쳇 우드는 통일된 신시사이저 인터페이스를 고안해냈으며, 이 인터페이스는 각기 다른 제조업체들의 장비 간 직접 통신을 허용하였다. 1981년 11월 스미스는 이 표준을 오디오 엔지니어링 소사이어티(AES) 쇼에 제안하였다.:4 그 뒤 2년이 지나, 이 표준이 논의되어 롤랜드, 야마하, 코르그, 카와이, 오버하임, 시퀀셜 서킷과 같은 회사들의 대표들에 의해 개정되었으며:22 MIDI(Musical Instrument Digital Interface)로 이름이 변경되기에 이른다.:4 MIDI의 개발은 로버트 묵이 1992년 10월 키보드 지에서 발표하였다.:276
1983년 1월 겨울 NAMM 쇼에서 스미스는 그의 Prophet 600 아날로그 신시사이저와 롤랜드 JP-6의 MIDI 연결을 시연할 수 있었다. 이 MIDI 사양은 1983년 8월에 출판되었다. 이 MIDI 표준은 카케하시 이쿠타로와 데이브 스미스가 공개하였고, 나중에 이 두 사람은 MIDI 개발의 중요한 역할을 한 공로로 그래미 기술상을 2013년 받았다.

### 음악 산업에 미친 영향
MIDI의 매력은 본래 팝 음악을 생산하기 위해 전자 악기를 사용하고자 하는 사람들에게로 국한되었다. 1983년 8월, 뉴 오더는 프로토타입 수준의 자체적 스텝 타임 바이너리 코드 프로그래밍과 단조로운 MIDI 연주로 기반한 상징적인 《Blue Monday》를 출시하였다. 이 표준은 각기 다른 악기들이 다른 악기나 컴퓨터들과 소통할 수 있게 하였고, 전자 악기와 음악 소프트웨어의 판매와 생산을 빠르게 확장할 수 있는 계기가 되었다.:21 이러한 상호운용성은 하나의 장치가 다른 장치로부터 제어될 수 있게 하여, 음악인들이 소유하여야 하는 하드웨어의 용적을 줄일 수 있었다. MIDI의 도입, 샘플러와 디지털 신시사이저의 도입은 개인용 컴퓨터 시대와 결부되었다. MIDI 기술이 가져온 이러한 창의적인 잠재성은 1980년대 음악 산업을 부활시키는데 기여를 하였다.
MIDI는 음악가들이 일하는 방식을 변화시킨 수많은 기능들을 도입하였다. MIDI 시퀀싱은 기보 능력이 없는 사용자들이 복잡한 배치를 가능하게 하였다. 가능한 적은 수의 한 두 명의 구성원들이 제각기 MIDI 기기들을 조작하는 음악적 행위는 훨씬 더 큰 그룹의 음악가들의 것과 비슷한 소리를 전달하였다. 특정 프로젝트를 위해 외부의 음악가들을 고용하는 비용을 줄이거나 제할 수 있었으며,:7 신시사이저가 키보드나 시퀀서와 통합된 만큼 시스템 상에서 복잡한 생산 단계는 완화될 수 있었다.
MIDI는 홈 레코딩을 도와주었다. 이러한 환경에서 사전제작을 수행함으로써 예술가는 부분적으로 미리 완성된 작품을 가지고 녹음 스튜디오에 도착하여 녹음 비용을 줄일 수 있다.:7–8 MIDI가 가능케 한 교육 기술은 음악 교육을 변화시켰다.

### MIDI와 디지털 오디오의 대조
MIDI에 처음 접하는 사람들은 디지털 오디오와 혼동할 수 있다. MIDI와 디지털 오디오 장비가 디지털 장비를 이용하여 여러 음악 채널을 녹음한다는 점에서 같은 일을 하는 것처럼 보일 수 있다.

## 응용

### 악기의 제어
MIDI는 악기들이 서로 통신할 수 있게 하여 하나의 악기가 다른 악기를 제어할 수 있게 할 목적으로 발명되었다. MIDI 개발 이전에 만들어져 디지털 부품이 없는 아날로그 신시사이저들은 MIDI 메시지를 아날로그 제어 전압으로 변환하는 키트를 가지고 새로 장착할 수 있다.:277 MIDI 장비로 기보가 재생될 때 다른 장비에 기보를 전달하는데 사용할 수 있는 디지털 신호를 발생시킨다.:20 이러한 원격 제어 기능은 풀 사이즈 악기들이 더 작은 사운드 모듈로 대체할 수 있게 하고, 음악가들이 악기들을 한데 합쳐 웅장한 소리를 구현하거나 어쿠스틱 피아노와 현악기와 같은 콤비네이션을 만들 수 있게 한다.

### 합성
MIDI의 이벤트들은 컴퓨터 소프트웨어를 가지고, 아니면 전문 하드웨어 뮤직 워크스테이션을 사용하여 시퀀싱할 수 있다. 수많은 디지털 오디오 워크스테이션(DAW)들은 중요한 요소로서 MIDI와 함께 작업할 수 있게 고안되었다.

### MIDI와 컴퓨터
MIDI가 선보일 당시 컴퓨팅 산업은 주로 메인프레임 컴퓨터에 집중되어 있었고, 개인용 컴퓨터는 흔히 사용되지 않았다. MIDI의 등장과 동시에 개인용 컴퓨터 시장이 안정화되었고 컴퓨터들은 음악 생산의 실현 가능한 선택 사항이 되었다.:324

#### 표준 MIDI 파일
타이밍 정보를 포함한 미디 메시지는 나중에 다시 사용할 수 있도록 컴퓨터 파일 시스템 상에 미디 파일 형태로 저장될 수 있는데, 이러한 미디 파일의 정식 명칭이 바로 표준 MIDI 파일(Standard MIDI File, SMF)이다. SMF 규격은 MMA (MIDI Manufacturers Association)가 개발하고 관리하고 있다. 미디 파일은 일반적으로 컴퓨터 기반의 시퀀싱 소프트웨어(때로는 하드웨어 기반의 미디 악기 또는 워크스테이션)를 이용하여 만드는데, 미디 메시지를 하나 또는 독립적인 녹음 및 편집을 위한 여러 개의 출력으로 구성한다. 대부분의 시퀀서에서 각 출력은 특정 미디 채널 또는 특정 일반 미디 악기 패치에 할당된다. 현재의 미디 시퀀서 소프트웨어 대부분은 SMF 대신에 전용의 세션 파일 형식을 사용하지만, "다른 이름으로 저장(Save As...)" 하는 형태로 SMF 포맷을 지원한다. 가사는 메타데이터로 저장되며 노래방 기계에 표시할 수 있다.
SMF는 하나의 헤더 청크와 하나 이상의 출력 청크로 이루어져 있다. SMF 포맷에는 세 가지 다른 종류가 있는데, 해당 SMF 포맷에 대한 정보는 파일 헤더로부터 알아 낼 수 있다. 형식 0 파일은 드물게 사용되며 단일 출력만 포함하며 단일 노래 연주를 표현한다. 포맷 1 파일은 여러 개의 출력을 포함하고 시퀀서 출력 구조의 보존이 가능하며, 단일 노래 연주를 표현할 수 있다. 포맷 2 파일은 여러 개의 출력을 가지며 별도의 노래 연주를 표현할 수 있다. 일부 시퀀서는 이 포맷 2를 지원하지 않는다. 이 SMF 파일들은 웹에서 쉽게 찾을 수 있으며, 보통 확장 이름으로 .mid를 가지고 있다. 일반적으로 SMF 파일들은 GM 플레이어로 재생되는 것을 전제로 제작된다. RIFF-RMID는 XMF를 선호하게 되면서 점차 잘 쓰이지 않게 되었다.

#### 파일 공유
MIDI 파일은 실제 오디오의 녹음물이 아니다. 악기 명령들의 모임으로, 동등하게 녹음된 오디오보다 디스크 용량을 수천 배 덜 차지한다. 이렇게 만들어진 MIDI 파일은 초고속 인터넷과 수 기가바이트의 하드 드라이브의 등장 이전까지는 음악 공유의 매혹적인 방법이기도 하였다. 1990년대 동안, 라이선스된 MIDI 파일들은 플로피 디스크를 통해 유럽과 일본의 가게들에서 흔히 볼 수 있었다.

#### MIDI 소프트웨어
MIDI 시스템에서의 개인용 컴퓨터의 주된 이점은 지원되는 소프트웨어에 따라 수많은 목적으로 MIDI를 사용할 수 있다는 점에 있다. 다중작업은 프로그램들의 동시 작업을 가능케 하므로, 데이터를 다른 프로그램과 공유할 수 있다.:65

#### 게임 음악
초기 PC 게임들은 플로피 디스크로 배포되었고 작은 크기의 MIDI 파일들은 사운드트랙을 제공하는데 필수적인 수단으로 작용하였다. 도스 게임과 초기 윈도우 시대는 일반적으로 애드립이나 사운드 블라스터 오디오 카드의 호환성이 요구되었다. 이러한 카드들은 FM 합성을 사용하여 사인파의 변조를 통해 소리를 냈다. 테크닉의 선구자인 John Chowning은 이 기술을 쓰면 사인파가 충분히 사용된다면 어떠한 소리라도 정확하게 재구현할 수 있겠지만 저가형 컴퓨터 오디오 카드들은 오직 두 개의 사인파로만 FM 합성을 할 수 있을 것으로 내다보았다. 이 카드의 8비트 오디오와 함께 구성하면 인공적이고 원시적인 소리를 만들어냈다. 나중에 이용이 가능하게 된 웨이브테이블 도터보드는 FM 소리 대신 사용할 수 있는 오디오 샘플을 제공하였다. 이들의 가격은 비쌌지만 E-mu Proteus와 같은 훌륭한 MIDI 기기들의 소리가 사용되기도 했다.

## MIDI 장치

### 단자

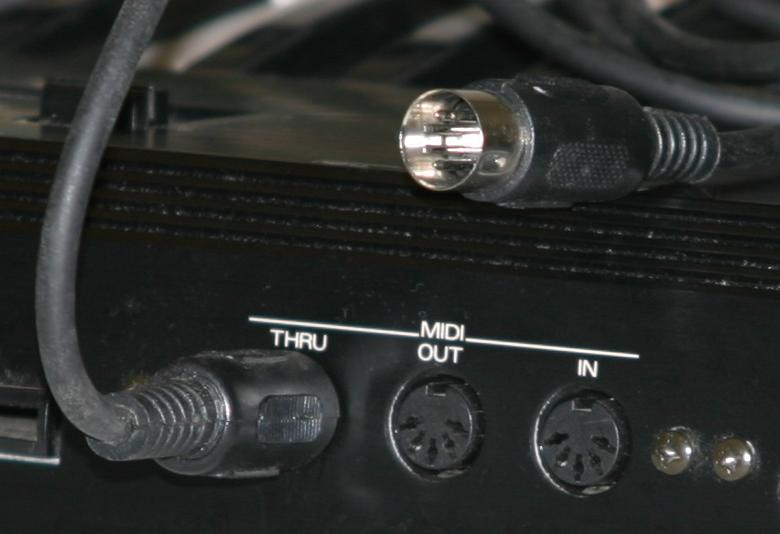
MIDI 단자들과 MIDI 케이블.

MIDI 단자. 핀을 숫자로 보여주고 있다.

케이블은 180도 5핀 DIN 단자로 종단한다. 표준화된 환경에서는 5개의 컨덕터 중 3개만 사용한다. (접지 및 +5 볼트 신호를 전달하는 한 쌍의 평형 연결 컨덕터.) :41 이러한 단자 구성은 단방향으로만 메시지를 전달할 수 있으므로 양방향 통신을 위해서는 두 번째 케이블이 필요하다.:13 팬텀 파워 풋스위치 컨트롤러와 같은 일부 사유 환경에서는 직류(DC) 전원 전송을 위해 여분의 핀을 사용한다.

## 확장

### MIDI 타임스탬핑
MIDI 타이밍 문제의 한 가지 해결은 재생 시 시간과 함께 MIDI 이벤트를 마킹하여 직전에 MIDI 인터페이스의 버퍼에 이들을 저장해 두는 것이다. 바쁜 전달 상태에서 많은 양의 정보를 보내면 전송 연결이 어려워질 수 있는데, 미리 데이터를 보내주면 이러한 가능성은 줄일 수 있다.

## 대체 하드웨어의 전송
동일 전기 데이터(MIDI 스트림)의 전달을 위해서 31.25 kbit/초의 5핀 DIN뿐 아니라 다른 단자들도 이용할 수 있다. 예를 들어 USB, IEEE 1394, 이더넷이 흔히 쓰인다. 동일한 샘플러와 하드 드라이브 레코더들도 MIDI 데이터를 SCSI을 통해 서로 간에 전달할 수 있다.

### USB, IEEE 1394
USB-IF의 구성원들은 1999년에 "Universal Serial Bus Device Class Definition for MIDI Devices"라는 이름으로 USB를 통한 MIDI의 표준을 개발하였다. MIDI 연결을 위해 사용되었던 다른 인터페이스(직렬, 조이스틱 등)들이 개인용 컴퓨터에서 사라지면서 USB를 통한 MIDI는 점차 일반화되었다. 마이크로소프트 윈도우, 매킨토시 OS X, 애플 iOS 운영 체제들은 표준 클래스 드라이버를 포함하여 MIDI 장치를 위한 USB 장치 클래스 정의를 사용하는 장치들을 지원하였다. 리눅스용 드라이버도 이용이 가능하다. 일부 제조업체들은 맞춤식 드라이버를 이용하여 클래스 사양으로부터 다르게 동작하도록 설계된, USB를 통한 MIDI 인터페이스를 구현한다.
애플 컴퓨터는 파이어와이어(IEEE 1394) 인터페이스를 1990년대에 개발하였다. 1990년대 말에 디지털 비디오 카메라와 G3 매킨토시 모델이 1999년에 등장하기 시작하였다. 멀티미디어 응용 프로그램들과 함께 사용하도록 개발되었다. USB와 달리, 파이어와이어는 인텔리전트 컨트롤러를 이용하므로 메인 CPU의 집중을 받지 않고도 자체적으로 전송을 관리할 수 있다. 표준 MIDI 장치들처럼 파이어와이어 장치들은 컴퓨터가 없어도 서로 통신할 수 있다.

### XLR 단자
Octave-Plateau Voyetra-8 신시사이저는 5핀 DIN 대신 XLR3 단자를 이용한 초기의 MIDI 구현체이다. MIDI 이전 시기에 공개되어 나중에 MIDI 인터페이스에 맞추어 새로 나왔으나 XLR 단자는 그대로 유지하고 있다.

### 이더넷
MIDI의 컴퓨터 네트워크 구현체는 네트워크 라우팅 기능을 제공하며, MIDI의 초기 대안이었던 ZIPI와 같은 고대역 채널을 제공한다. 1980년대 이후로 사유 구현체들이 존재하였고, 그 가운데 일부는 광섬유 케이블을 이용하여 전송하였다.:53–4

### 무선 MIDI
무선 MIDI 전송 시스템은 1980년대 이후에 가능하게 되었다.:44 상업적으로 이용이 가능한 몇몇 전송기들은 와이파이와 블루투스를 통한 MIDI 및 OSC 신호의 무선 전송을 가능케 했다.

### 3.5mm 오디오 잭
Korg Electribe 2, Arturia Beatstep Pro를 포함한 일부 장치들은 MIDI 데이터를 위해 표준 TRS 오디오 미니잭 단자를 이용한다.

## 같이 보기
- 가라오케와 미디 *.kar 파일
- LRC (파일 포맷)
- MPU-401
- 버스 (컴퓨팅)